# 乔·万·坎赫姆
乔·万·坎赫姆（Jon Van Caneghem，有时简称，1962或63年—）是一位美国电脑游戏设计师与开发者。他被普遍认为是两大著名游戏系列——魔法门和魔法门之英雄无敌之父，他一手设定了魔法门的世界，创造和开发了这两个系列于2003年之前的几乎所有游戏。1983年他一人兼任编剧、美工、编程，制作出了第一款魔法门游戏。
乔·万·坎赫姆于1983年同Mark Caldwell一起创立了New World Computing（NWC）公司。该公司于1996年被3DO公司被收购。2003年3DO破产，New World Computing也一同消失。2004年JVC去了NCsoft，2005年离开。他目前担任美国艺电旗下胜利游戏（Victory Games）的负责人。